# Hans Leonhard Schäufelein
Hans Leonhard Schäufelein, též Schäufelin, Hans Schäuffelein, Scheifelen, Scheuflin (* 1480/1485, Norimberk? - 1538/1540, Nördlingen) byl německý malíř, grafik a ilustrátor.

## Život
O prvních dvou desetiletích jeho života není nic známo, ale vzhledem k místu narození je možné, že se školil u Michaela Wolgemuta. V letech 1503-1507 pracoval v dílně Albrechta Dürera v Norimberku. Spolu s ním se zde vyškolil také Hans Baldung, Wolf Traut a Hans von Kulmbach. Od roku 1504 pracoval samostatně a následujícího roku jej Dürer před svou cestou do Itálie pověřil, aby začal pracovat na zakázce na Pašijový oltář pro saského kurfiřta Friedricha III. V roce 1505 a poté roku 1507 zhotovil dřevořezy pro kurfiřtova osobního lékaře a vydavatele Ulricha Pindera.
V letech 1507-1508 pracoval v dílně Hanse Holbeina staršího v Augsburgu, 1508-1510 pobýval v Jižním Tyrolsku a Meranu a v letech 1510-1515 opět v Augsburgu. V letech 1510-1516 pracoval pro císaře Maxmiliána I. Nejméně od roku 1513, kdy dostal zakázku na oltář pro Auhausen, měl vlastní prosperující dílnu. Roku 1515 se stal občanem Nördlingen, roku 1517 koupil dům v Baldinger Gasse 26 a žil zde až do smrti (1538-1540). Malířské zakázky pro kostely skončily s počátkem německé reformace. Živil se pak jako malíř portrétů a ilustrátor. Jeho syn Hans, který byl také malíř, působil ve Freiburgu.

## Dílo

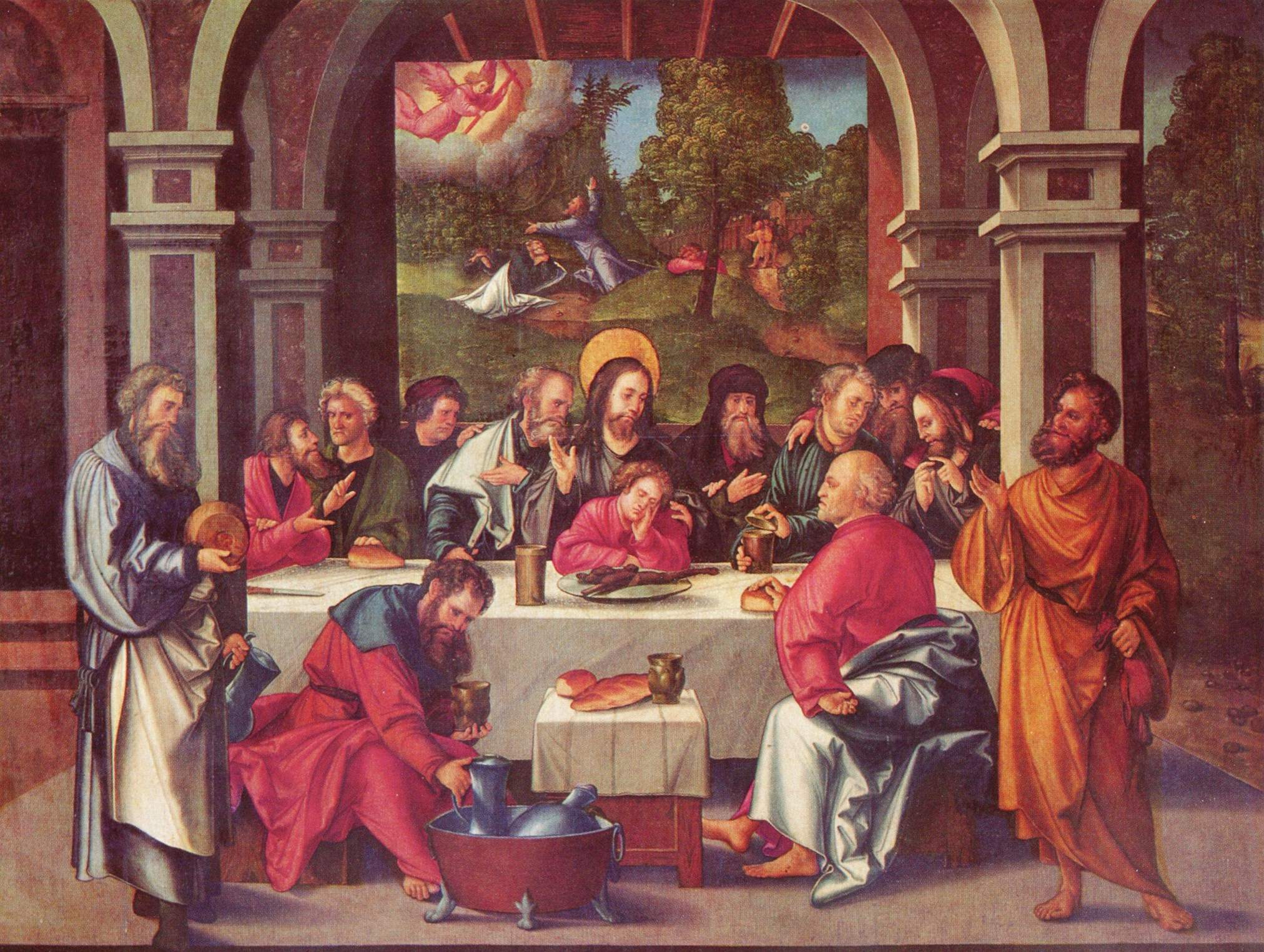
Hans Leonhard Schäufelein, Poslední večeře

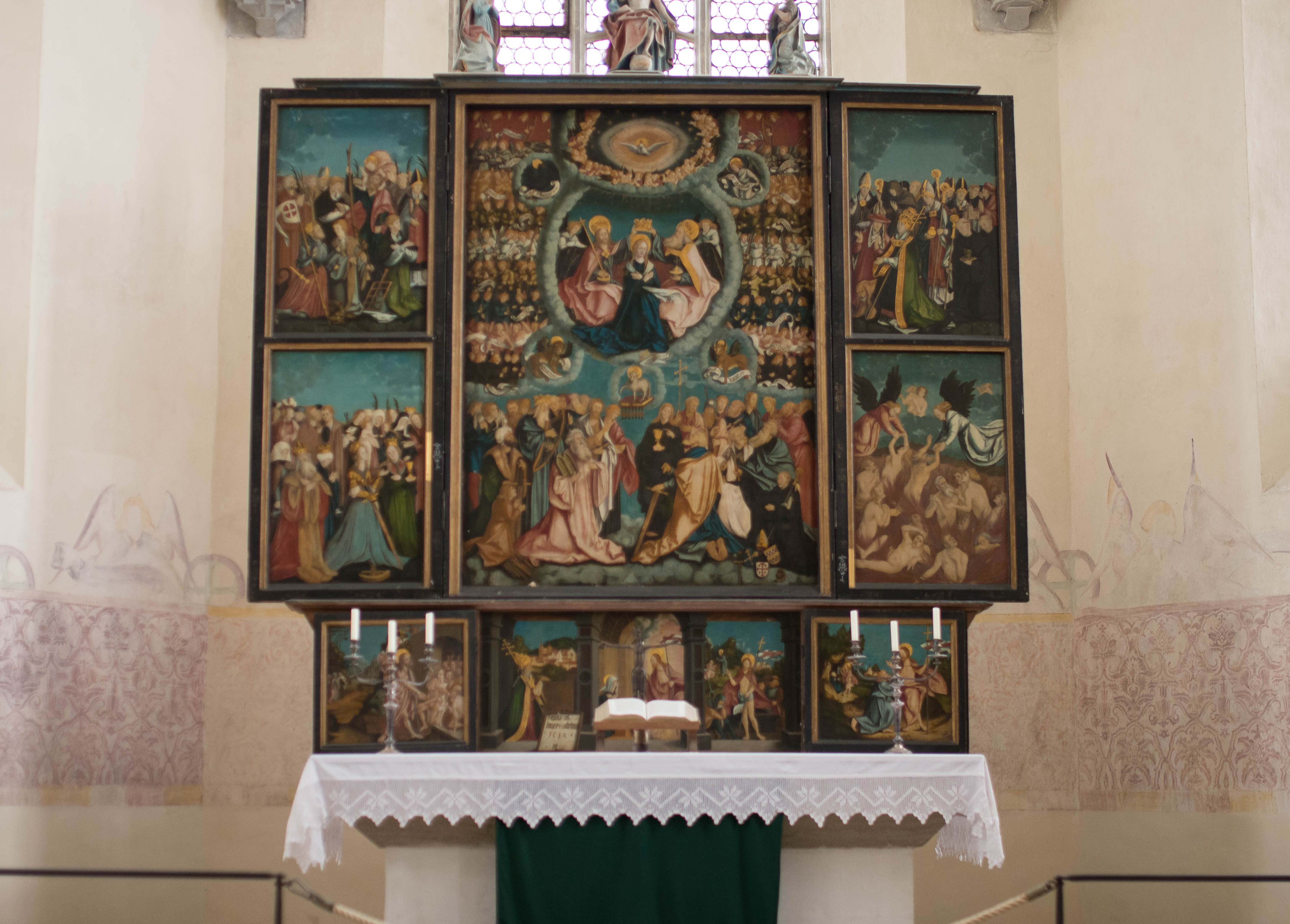
Mariánský oltář Auhausen

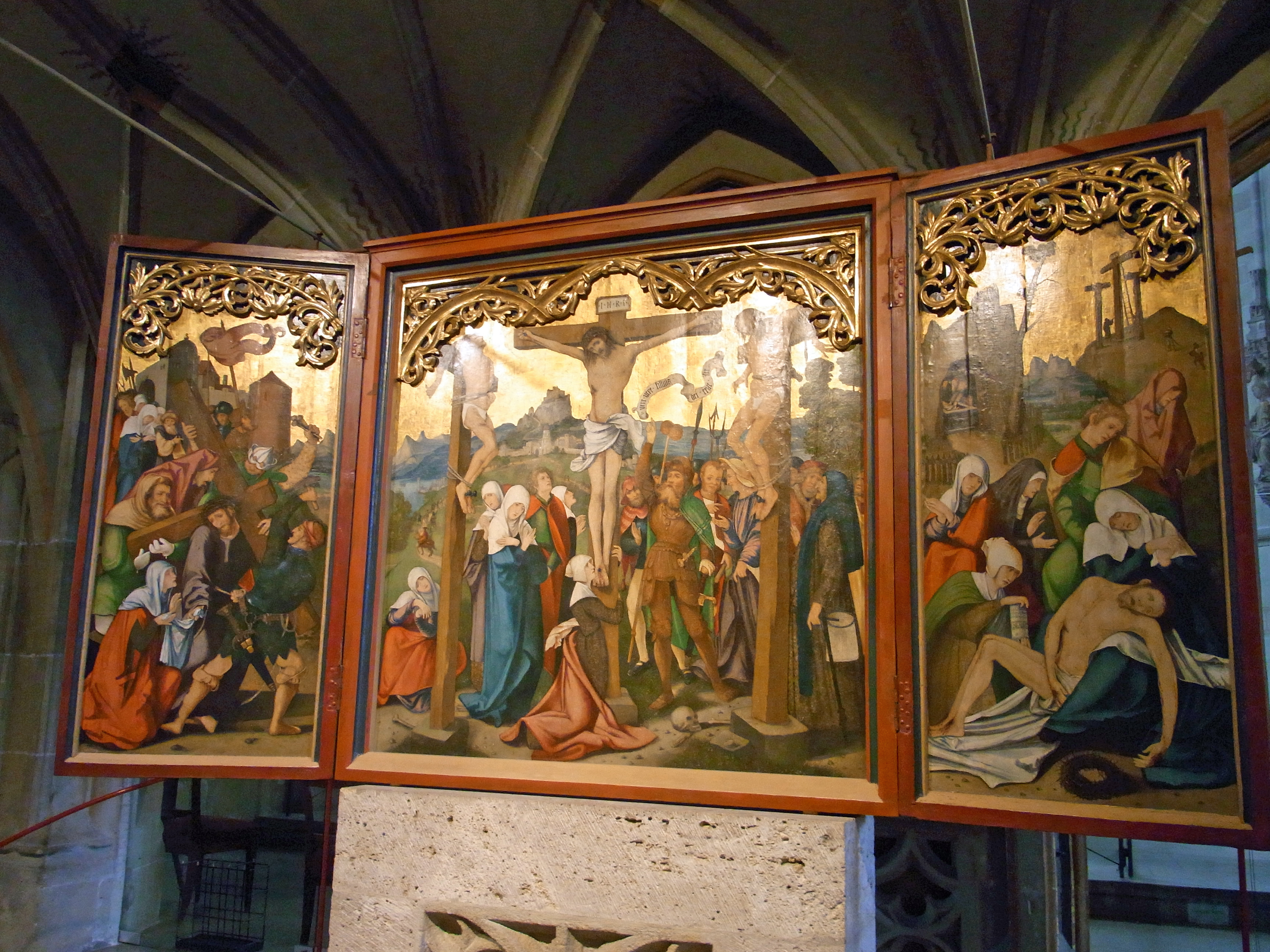
Oltář v Tübingen

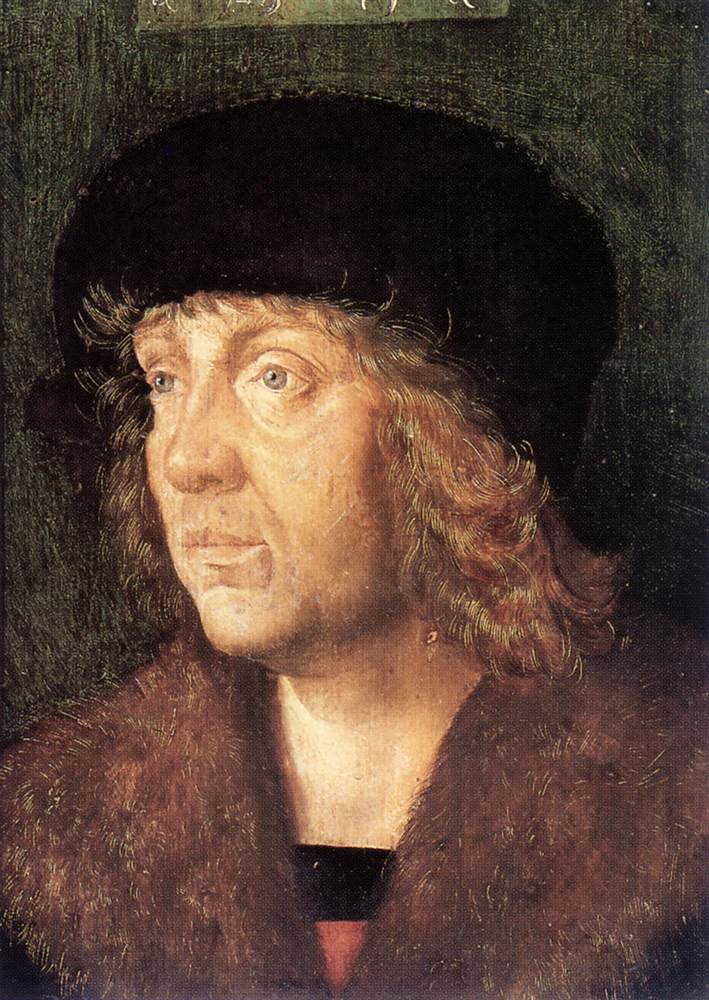
Hans Leonhard Schäufelein, Portrét muže

V době, kdy Schäufelein působil v Dürerově dílně, podílel se na významných zakázkách a zastupoval Dürera když byl na cestách. V jeho malbě je patrný Dürerův vliv, zejména v kresbě drapérií. V letech 1507-1508, kdy Hans Schaufelein pracoval ve službách Hanse Holbeina staršího v Augsburgu, našel vlastní výtvarný styl, již nezávislý na Dürerovi. Během tohoto pobytu vytvořil dřevořezy pro knihu Theuerdank císaře Maxmiliána, maloval a navrhoval vitráže. Poté, co se usadil v Nördlingen, portrétoval jako městský malíř místní měšťany, vyzdobil malbami radniční sál a navrhoval dřevořezy. Udržoval nadále kontakt s Dürerem, maloval portréty norimberských občanů, tiskl zde své dřevořezy a maloval zdi tamější radniční haly.
Byl velmi plodným a invenčním dřevořezbářem, který koncipoval své kompozice jako příběhy a zaplnil je množstvím detailů odpozorovaných ze skutečnosti. Jeho dřevořezy sloužily jiným umělcům jako kompoziční vzory a inspirovaly i Dürera a Altdorfera. Pro Ulricha Pindera vytvořil ilustrace k dílům Der beschlossen gart des rosenkrantz Mariae (Norimberk 1505) a Speculum passionis domini nostri Ihesu christi (1507). Celkem 37 listů s pašijovými náměty  a část ze 118 ilustrací pro stylizovanou autobiografickou a poetickou knihu císaře Maxmiliána I. známou jako "Theuerdank" jsou Schaufeleinovými nejvýznamnějšími grafickými díly. Jako jeden z prvních signoval Schäufelein své grafické listy monogramem. Překlad jeho jména znamená "malý ručník" a signatura někdy kombinuje ručník s monogramem. Ilustroval také Nový Zákon („Neues Testament“), 1523, „Teutsch Cicero“, kolem 1533, „Dekameron“, kolem 1535. Přibližně roku 1535 Schäufelein vytvořil soubor hracích karet, který je považován za vrchol tehdejší německé produkce. Z roku 1537 je dřevořez "Triumf Karla V."

### Známá díla
- 1504 Útěk do Egypta
- 1504-1505 Klanění tří králů, malba na dřevě, 51×37 cm, Tiroler Landesmuseum Ferdinandeum Innsbruck
- 1506 Loučení Krista s Pannou Marií, malba na dřevě, 45×17 cm
- 1507 Portrét muže, malba na dřevě, 41×32 cm, Muzeum Narodowe Varšava
- 1508 Pašijové scény na vnější straně křídlového oltáře Schnatterpeck, farní kostel Mariä Himmelfahrt v Lanna (Tyrolsko)
- 1508 Oltář pro hradní kapli Prösels, Völs am Schlern
- 1508-1509 Klanění tří králů, Bičování Krista (vnitřní a vnější křídla oltáře) 143,3×136 cm, Staatsgalerie Stuttgart[5]
- 1510 Kající se sv. Jeroným, signováno HS na kmeni stromu; 42,5 x 34,7 cm, tempera na lipovém dřev̟ě; Národní galerie v Praze, zápůjčka z Obrazárny Pražského hradu[6][7]
- 1511 Poslední večeře, malba na dřevě 79×106 cm, Gemäldegalerie (Stiftung Preußischer Kulturbesitz), Berlín
- 1511 Vousatý muž, malba na dřevě 31×20 cm, Sammlung Heinz Kisters, Kreuzlingen
- 1511 Bezvousý muž, malba na dřevě 31×20 cm, Sammlung Heinz Kisters, Kreuzlingen
- 1513 Křídlový oltář s korunováním Panny Marie, farní (dříve klášterní) kostel Auhausen
- 1515 Die siegreiche Verteidigung der Stadt Bethulia gegen den Feldherrn Holofernes (mit der Geschichte von Judith und Holofernes)[8], tempera na omítce 230x450 cm, radnice v Nördlingen
- 1515 Poslední večeře, malba na dřevě, 129×176 cm., katedrála Ulm
- 1521 Oltář s Oplakáváním Krista (pro císařského vicekancléře Nicholase Zieglera), St. Georgskirche, Nördlingen
- 1521 Křídlový oltář, klášterní kostel St. Georg, Tübingen
- 1521 Nanebevzetí Panny Marie, radnice Nördlingen
- 1522 Kristus Bolestný, malba na dřevě 140×135 cm, Stadtmuseum Nördlingen
- 1538 Klanění božímu beránku, malba na dřevě 96×154 cm, Gemäldegalerie (Stiftung Preußischer Kulturbesitz), Berlín

- nedatováno: Hlava starce, 31 x 20 cm; tempera na dřevě; Národní galerie v Praze, zakoupeno 1939[9]

### Grafické listy

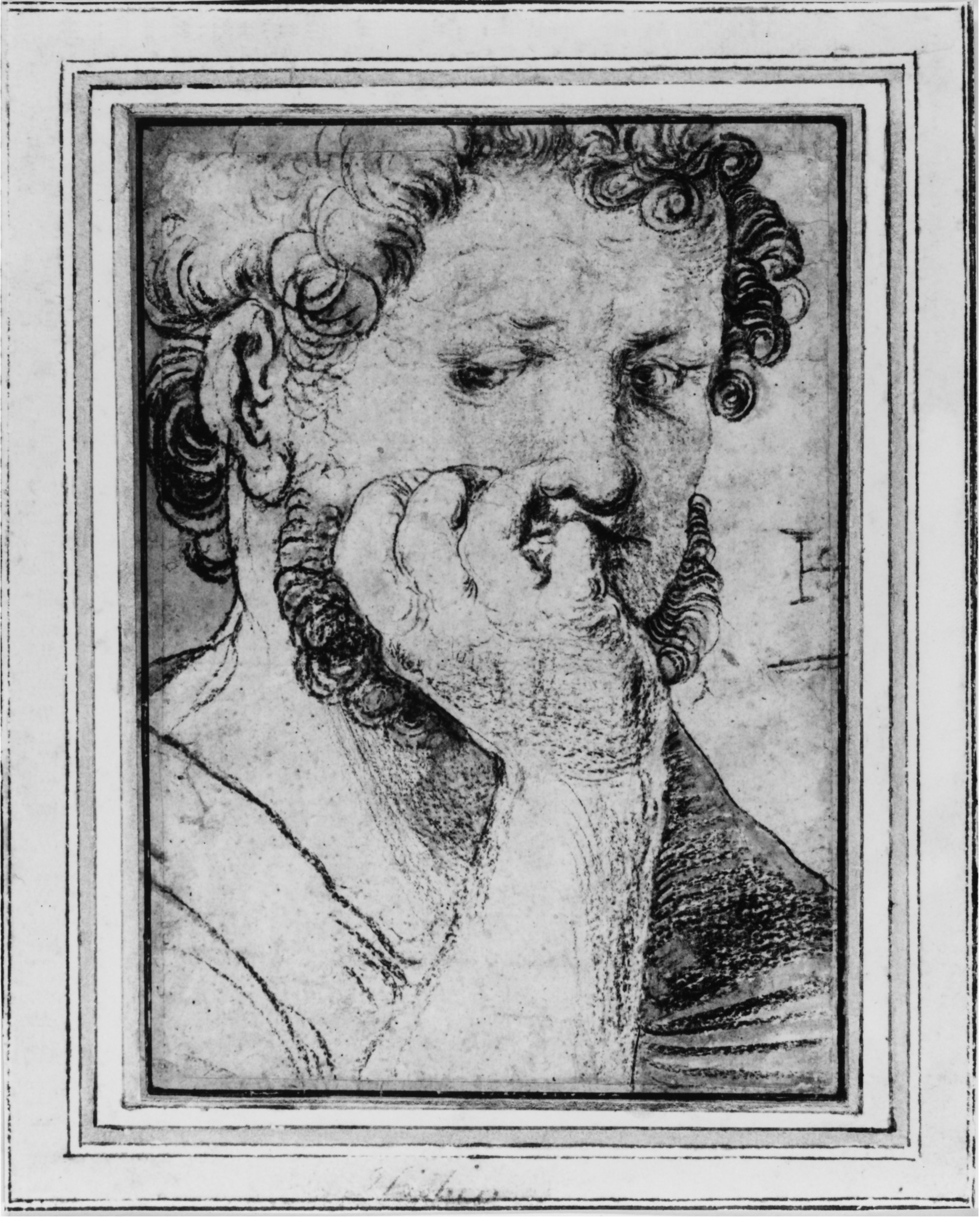
Hans Schäufelein, Portrét muže
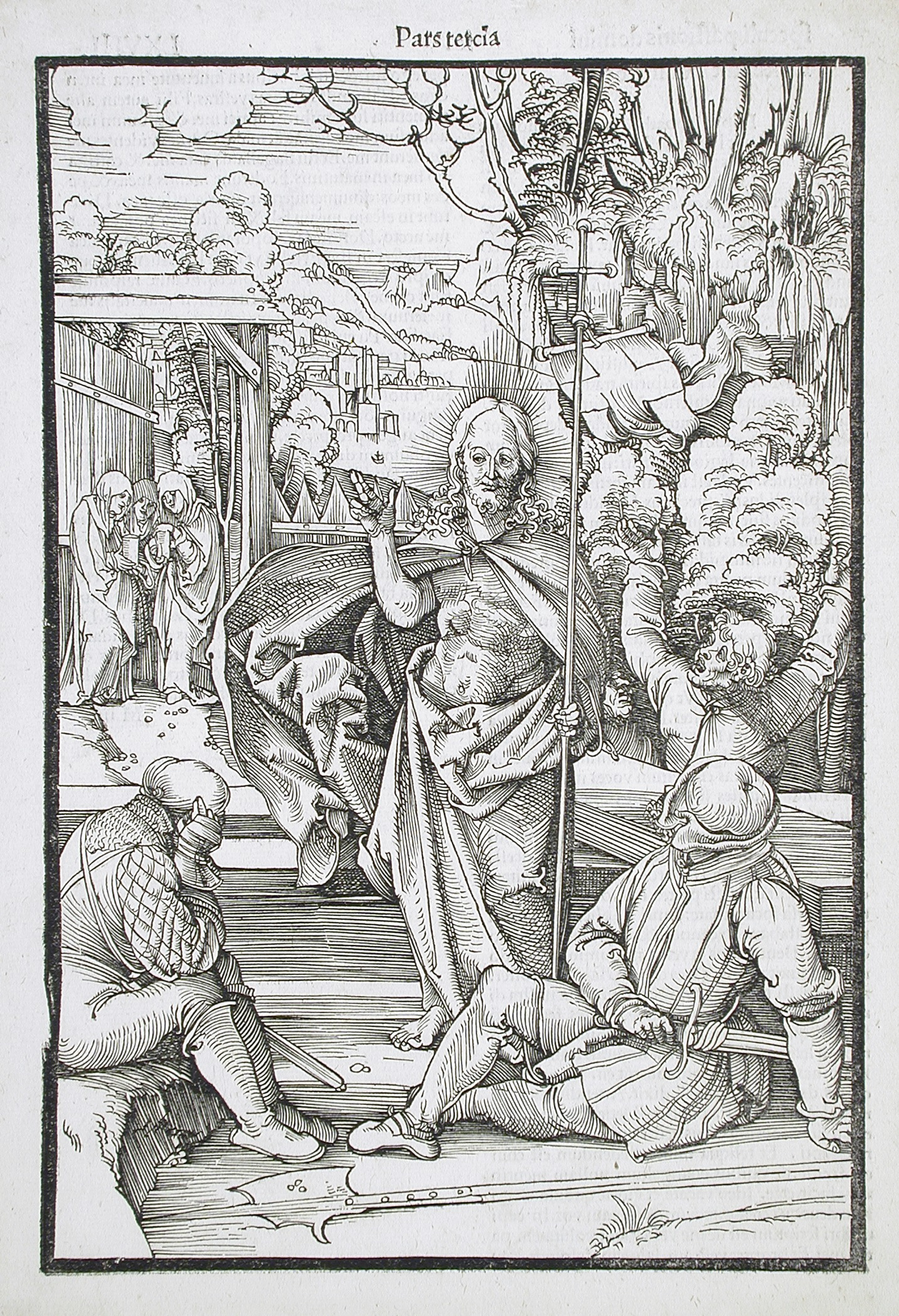
Speculum Passionis, Ulrich Pinder, Nürnberg, 1507
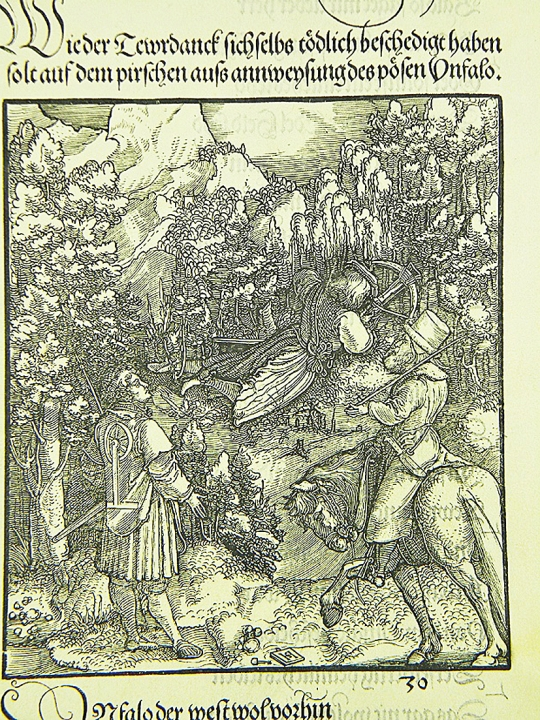
Theuerdank
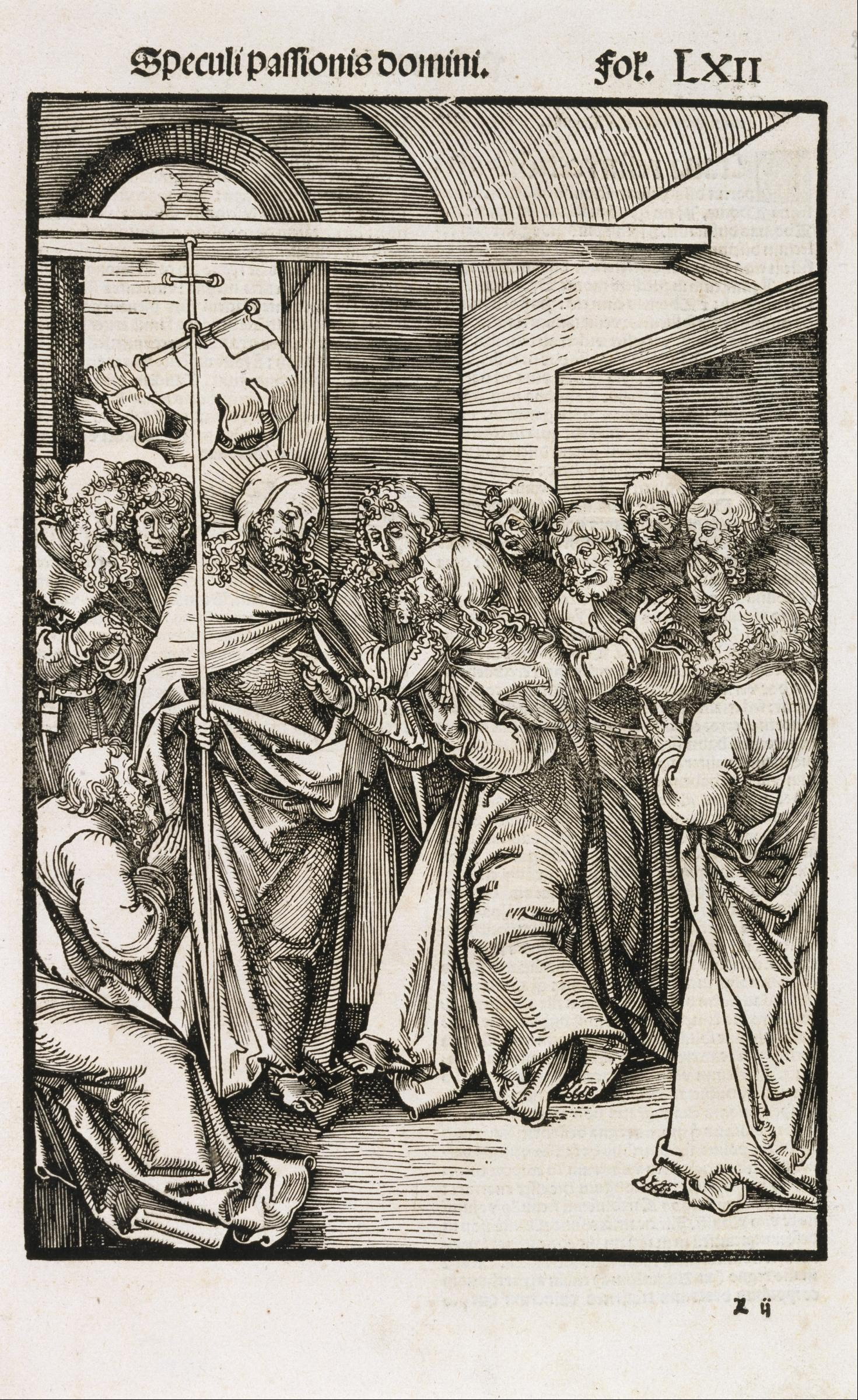
Hans Leonhard Schäufelein, Nevěřící Tomáš, 1514
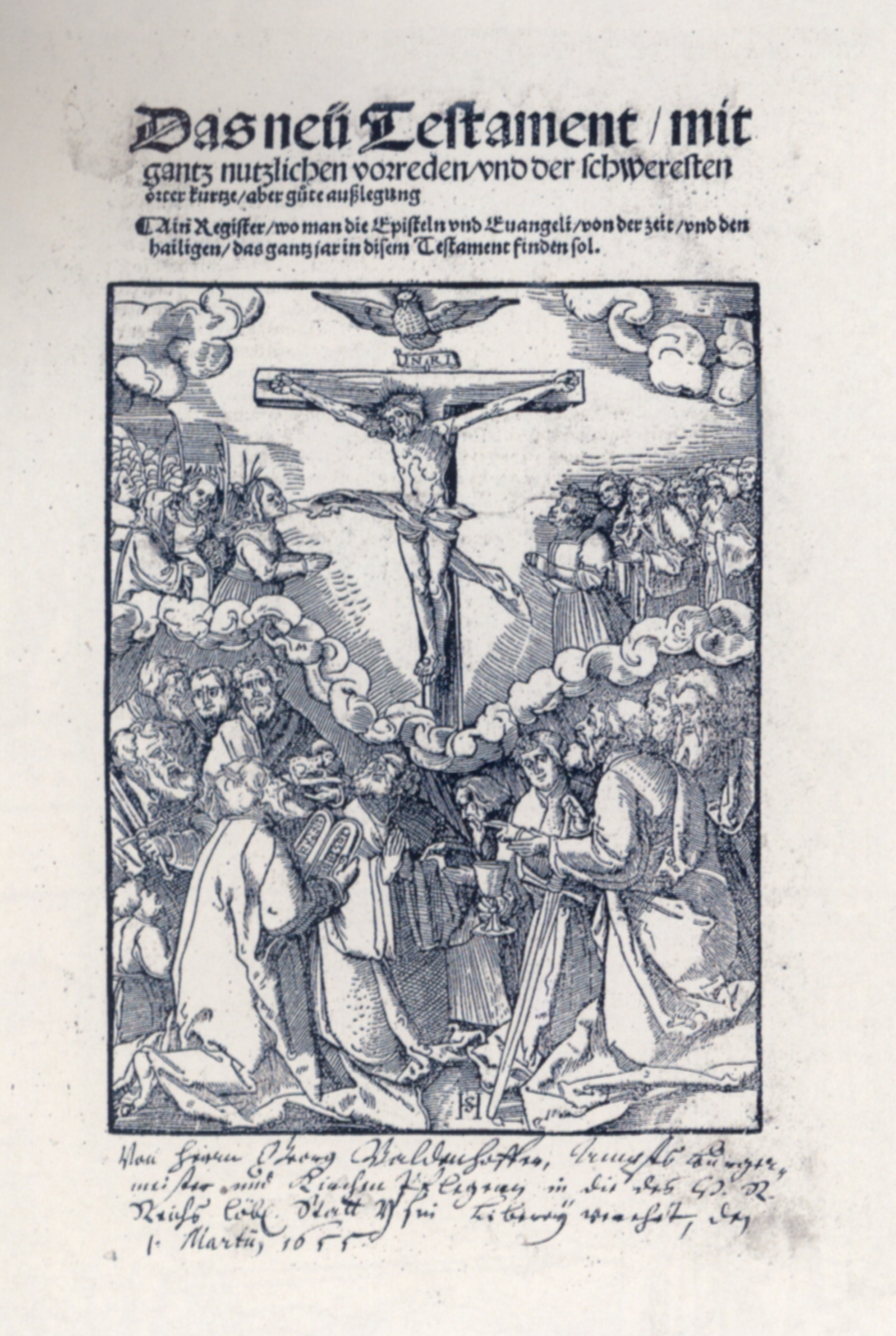
titulní list Neues Testament, Augsburg 1523
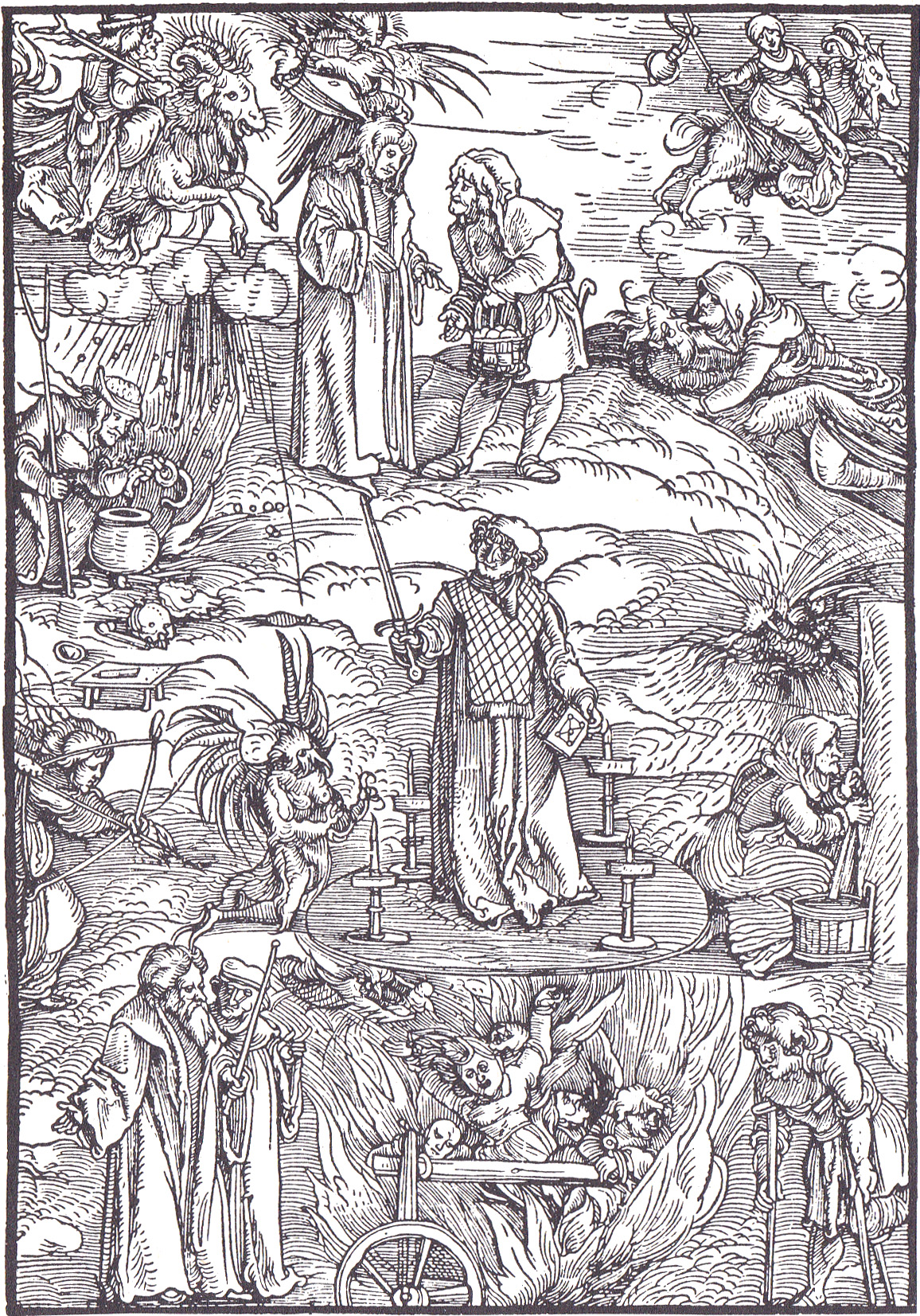
Čarodějnictví a pominutí smyslů